# Lophocebus aterrimus
Lophocèbe noir
Espèce
Synonymes
- Cercocebus aterrimus[2]
- Cercopithecus aterrimus[2]
- Lophocebus albigena aterrimus[2]
- Lophocebus aterrimus aterrimus Oudemans, 1890[2]
- Lophocebus aterrimus rothschildi (Lydekker, 1900)[2]
- Lophocebus coelognathus Matschie, 1914[3]
- Lophocebus congicus Sclater, 1900[3]
- Lophocebus hamlyni Pocock, 1906[3]
- Lophocebus rothschildi Lydekker, 1900[3]

Statut de conservation UICN

 VU  : Vulnérable
Lophocebus aterrimus est une espèce de singes catarhiniens de la famille des cercopithecidés. Il est communément appelé Cercocèbe noir, ou Mangabey noir, et plus récemment Lophocèbe noir pour le différencier des vrais cercocèbes du genre Cercocebus.

## Liste des sous-espèces
Selon Catalogue of Life (27 juin 2019) :
- Lophocebus aterrimus aterrimus (Oudemans, 1890)
- Lophocebus aterrimus opdenboschi (Schouteden, 1944) (ancienne espèce reclassée[8])

## Répartition

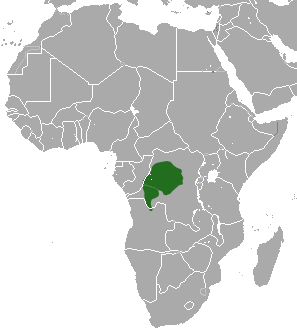
Carte de répartition des sous-espèces (selon Butynski, Kingdon et Kalina, 2013).

Son aire de répartition se situe sur le territoire de l'Angola et de la République Démocratique du Congo.
L'un de ses principaux refuges est le Parc national de la Salonga, en République démocratique du Congo où, en dépit d'une pression de chasse illégale très importante, il survit encore (tout comme le Bonobo).
Divers indices et plusieurs études laissent penser que la chasse (viande de brousse) et le braconnage sont l'une des premières menaces pour cette espèces (comme pour les Bonobo et tous les grands singes d'Afrique centrale, expliquant les lacunes apparentes dans leur aire de répartition historique.